# M.Net
M. Net était une émission de télévision québécoise animée par Denis Talbot, qui était diffusée en direct du mardi au vendredi à 20 h entre septembre 1998 et le 19 décembre 2014 à MusiquePlus. Elle traite de sujets touchant les jeux vidéo et les nouvelles technologies.

## Historique
La première émission a été télédiffusée en septembre 1998 et était surtout centrée sur Internet (d'où son nom), tout en traitant d'informatique, de gadgets et de jeux vidéo, critiqués par l'animateur et les chroniqueurs. L'accès à Internet s'étant graduellement démocratisée au fil du temps, l'émission réoriente davantage ses sujets sur l'actualité technologique, des bancs d'essai de produits informatiques et des critiques de jeux vidéo.
Chaque année, lors de la dernière semaine avant la période des Fêtes, l'équipe fait tirer un bas de Noël contenant plusieurs milliers de dollars en prix (jeux vidéo, accessoires, consoles, vêtements, logiciels, livres, goodies, etc.).
Le 23 août 2010, l'émission revient en onde sous une toute nouvelle formule et s'apparente désormais à un talk show où l'animateur et ses invités interagissent autour d'une table. Cette formule apporte des modifications à l'émission. Par exemple, lors de la critique d'un jeu, tout le monde peut maintenant dire son mot, le testeur n'étant plus le seul à parler avec Denis.
Le 19 avril 2012, M. Net a célébré sa 2000e émission.
Le 28 novembre 2014, Denis Talbot annonce sur son compte Twitter que la dernière diffusion sera le 19 décembre 2014. Elle a été faite avec des gens du public qui pouvait y assister. Le studio était rempli de gens du public et il y avait un débordement du public à l'extérieur.

## Diffusion
Depuis août 2011, l'émission est diffusée du mardi au vendredi à 19 h 30 et à partir d'août 2012, elle est proposée dans un format d'une heure. En août 2013, l'émission retourne au format de 30 minutes et est dorénavant diffusée à 20 h et en rediffusion le lendemain à 11 h.

## Animateurs et chroniqueurs
Récents
- Denis Talbot
- Stéphanie Harvey
- Bruno Georget
- Karl Tremblay
- Jean-Marie Jolois (Apple)
- Alex Kano (Moog Audio)
- Ian Richards
- Benoît Gagnon « Ben the Man »
- François Lapierre-Messier « Frank the Tank »
- Lyne Bouthillette
- JeanBart
- Alain McKenna
- Catherine Matys
- Andrée-Anne Babin
- Benoit Mercier
- Alexandre Lequin Doré - finaliste 2014
- Nicolas Bertrand Verge - finaliste 2014
- Myriam Larouche Tremblay - finaliste 2014
- Émilie Lavoie - finaliste 2014

Antérieurs
- Claude Arson
- Pascale Sarault
- Georges Aubin Junior (Lozeau)
- Olivier Champagne
- Mélanie Cloutier « Poupette »
- Jean-François Codère
- Gina Desjardins
- Camille Desrosiers-Gaudette « Camille DG »
- Bruno Forcier (de 1999 à 2004)
- Vincent Gagnon « DJ Love »
- Tristan Geoffroy « Le Spécialiste Européen »
- Steve Johnson
- Mario Laquerre
- Laurent LaSalle
- Félix Martineau
- Wladimir Mindron « Wlad »
- André Mondoux « Le Prof Mondoux »
- Jean-Philippe Lepage
- Net Nat

Autres membres de l'équipe, actuels et antérieurs
- Claude Arson
- Stéphane Morissette « Momo »
- Mélanie Boutin-Chartier
- Jasmin Jean
- Denis Aubé